# Les Très Bien Ensemble
Les Très Bien Ensemble (1997-2010) fue una banda de pop española procedente de Barcelona (Cataluña). Sú música, interpretada íntegramente en francés, tiene influencias de la música pop, folk y yeyé de los años 60; en concreto de Serge Gainsbourg, France Gall, Françoise Hardy o Philippe Katerine, entre otros. El nombre del grupo hace referencia a Michelle, una canción de los Beatles que tiene estrofas en francés: "Michelle, ma belle, sont des mots qui vont très bien ensemble".
Su primer EP se editó en formato CD y vinilo en julio de 1997; contenía cuatro canciones, una de ellas, "La fille la plus douce du monde", es elegida en 1999 una de las mejores canciones del año por los oyentes de Radio 3. Otro EP, Chanson d'amour, le siguió en 2001,incluía una versión de Brigitte Bardot. Finalmente, en 2005 publican su primer LP, Doux-Amer; una de cuyas canciones, À Hélène, es elegida por la cadena de grandes almacenes El Corte Inglés para su campaña Blancolor.
En septiembre de 2008 publican su segundo y último trabajo hasta la fecha, Rougeole, un álbum en el que se refleja la influencia de artistas como Johnny Cash, Brian Wilson, The Byrds, The Zombies o Love.
El grupo se disuelve en el 2010.